# Bimota SB8
La SB8 est un modèle de motocyclette du constructeur italien Bimota.
La SB8R (« R » pour « Racing ») apparaît lors du salon de la moto de Milan en 1997. Elle est l'œuvre de l'ingénieur Pier Luigi Marconi. Cette machine avait pour objectif de permettre à l'usine de Rimini de s'engager en championnat du monde de Superbike.
Le moteur provient de la Suzuki TL1000R. C'est un bicylindre en V ouvert à 90°, quatre-temps à refroidissement liquide. Il développe 135 ch à 9 500 tr/min pour un couple de 10,8 mkg à 7 500 tr/min.
Le cadre est de type périmétrique en aluminium. La partie arrière des longerons où est ancré le bras oscillant est en fibre de carbone. Cette configuration permet d'accroitre la rigidité et de gagner en légèreté.

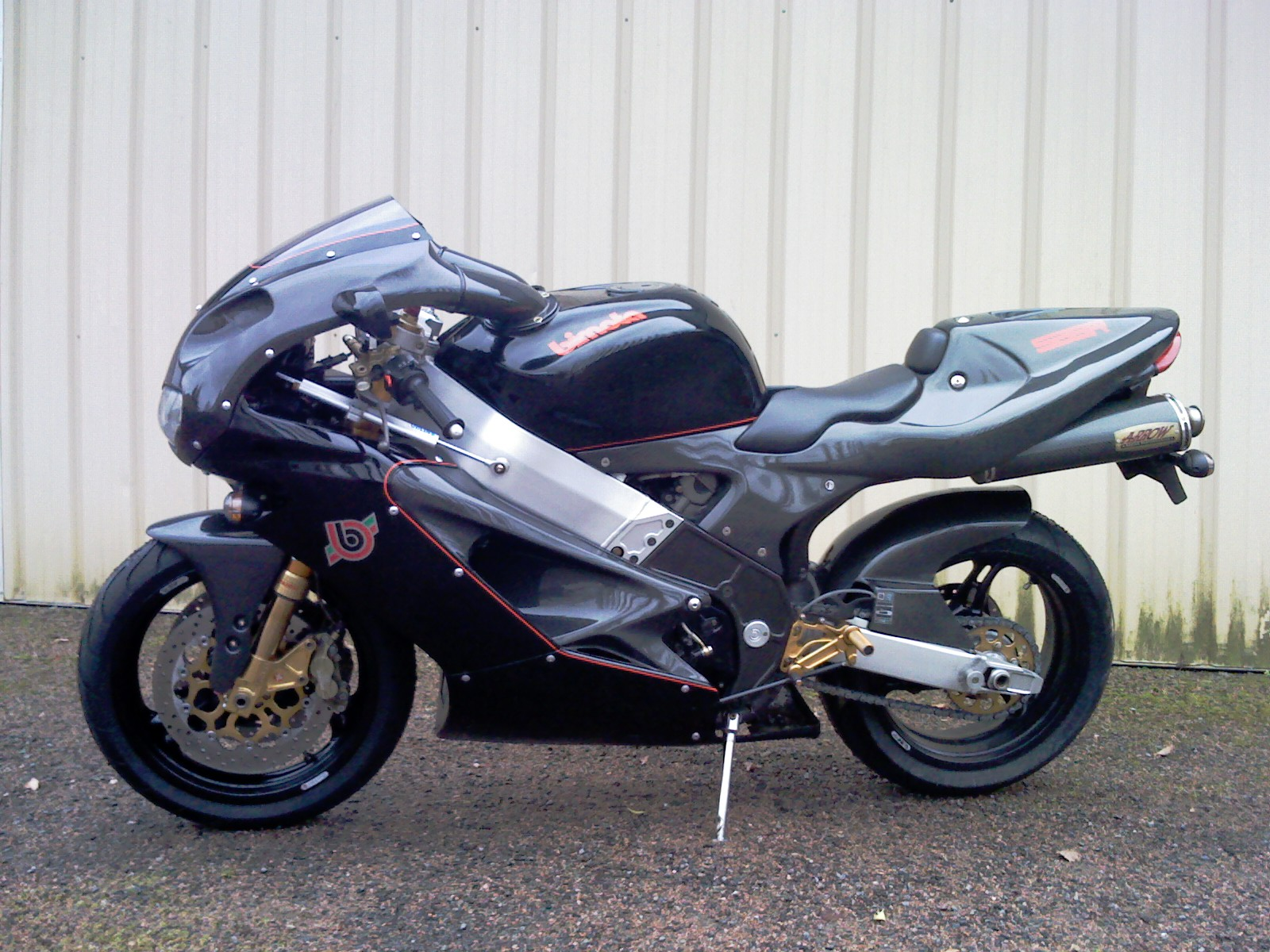
SB8R Special, avec ses pièces anodisées or.

La fourche télescopique inversée de 46 mm de diamètre est estampillée Païoli, tandis que le monoamortisseur provient du catalogue Öhlins. Il est ajustable en précharge et compression.
Le freinage est assuré par Brembo, avec, à l'avant, deux disques de 320 mm de diamètre, pincés par des étriers à quatre pistons, et à l'arrière, un unique disque de 230 mm de diamètre associé à un étrier double piston.
L'angle de chasse est ajustable et peut varier de 22,9 à 23,9°.
Les jantes en aluminium sont signées Antera. La selle est autoporteuse. Les silencieux d'échappement sont en acier inoxydable.
Elle était vendue en Italie 42 millions de lires, soit environ 21 700 euros.
Pour 2 290 euros supplémentaires, Bimota propose la SB8RS (« S » pour « Special »), série limitée à 150 exemplaires sur commande. De la version standard, elle ajoute une couronne et des repose-pieds réglables en aluminium anodisés or. La carrosserie est en fibre de carbone à l'exception de la partie centrale du carénage, entre la tête de fourche et le sabot moteur.
La SB8R était disponible en rouge et blanc, rehaussé de filets dorés. Quelques modèles étaient bleu et blanc. La SB8RS n'est sortie qu'en noir, rehaussé de filets rouge.
Le premier prototype, présenté en 1997, avait un double optique rond. Lors de la seconde présentation à Bologne, le bloc optique était celui qu'on lui connait, mais le haut du carénage était rouge. Sur la version produite en série il est noire.
La SB8R est une stricte monoplace. Néanmoins, l'usine a envisagé mais jamais concrétisé, de produire une version, nommée SB8R Biposto, biplace.
La SB8R est produite jusqu'en 2000, année de mise en faillite de l'usine.

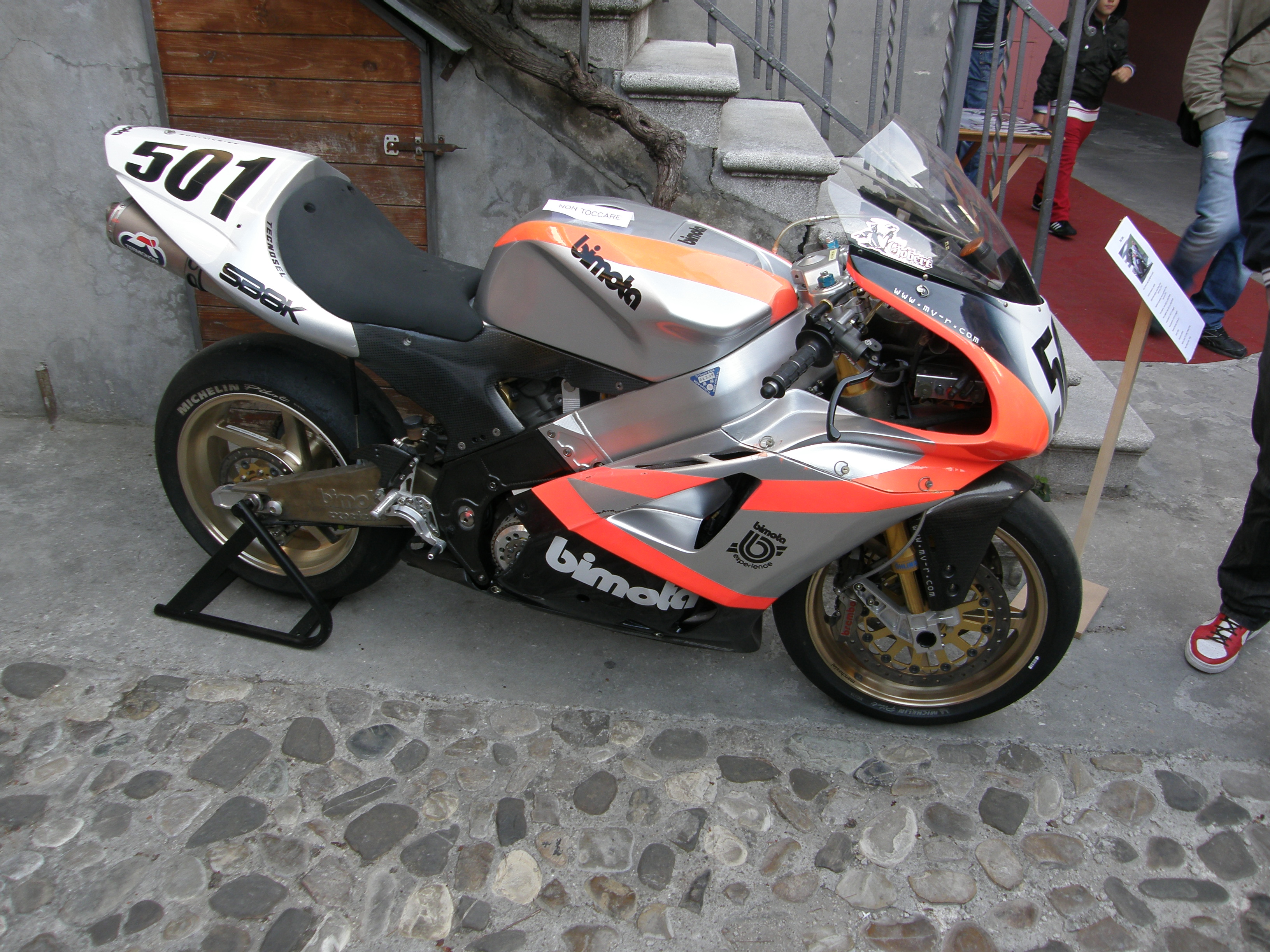
La SB8K d'Anthony Gobert.

Afin d'engager la SB8 en championnat mondial de Superbike, Bimota sort 150 exemplaires de la SB8K, évolution de la SB8R. Elle arbore une robe blanche et orange rehaussée de filets dorés. 

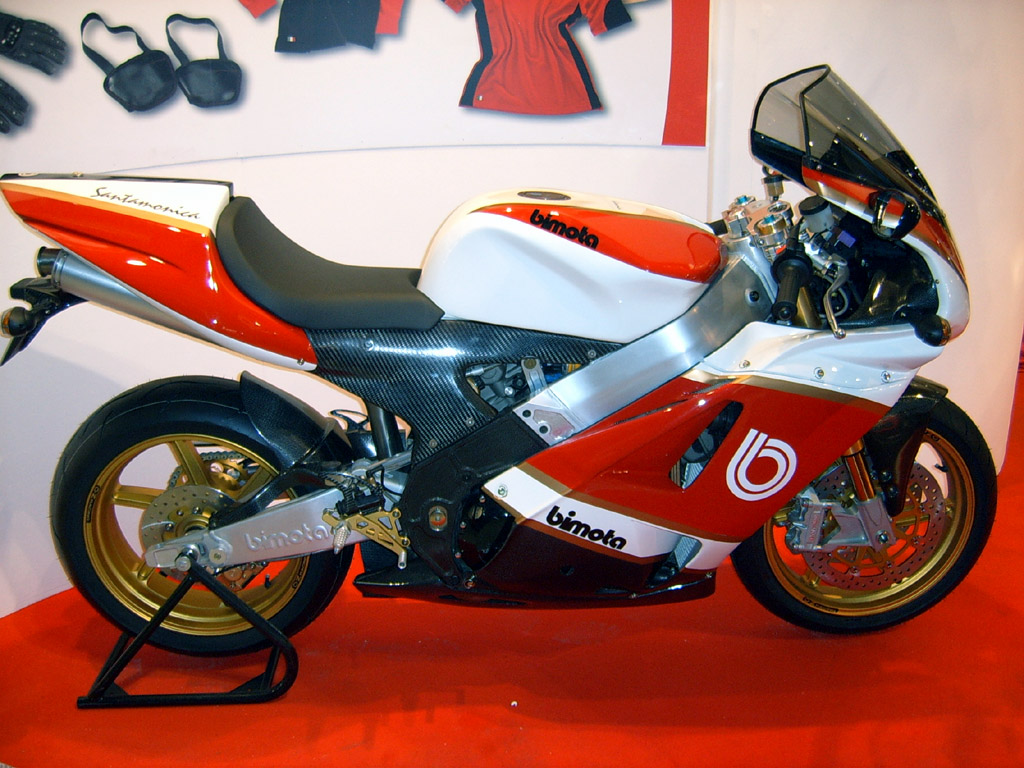
SB8K Santa Monica.

La puissance de la nouvelle SB8 est légèrement en hausse (142,6 ch à 9 750 tr/min) ce qui profite également au couple (10,75 mkg à 8 750 tr/min). Ces valeurs sont atteintes grâce à l'utilisation d'arbres à cames spéciaux et d'éléments du kit compétition Suzuki. L'empattement est réduit de 5 mm et le poids descend à 172 kg.
Tout l'habillage est en fibre de carbone. Les deux prises d'air sur la tête de fourche sont remplacées par une plus discrète. Elle est vendue 55 millions de lires, soit environ 28 400 euros.
Il faut attendre 2004 pour que soit relancée la production de la SB8, avec deux versions spéciale de la SB8K : Gobert et Santa Monica.
Basée sur des études et des pièces déjà existantes, la nouvelle SB8 permet de faire rentrer de l'argent et de remettre l'usine à flot sans grands frais.
Si la version Gobert possède une fourche Païoli, la Santa Monica est équipée d'un fourche Öhlins. Cette dernière utilise également des étriers de frein avant à fixation radiale, des jantes OZ Racing en aluminium.
Côté coloris, la Santa Monica arbore une livrée carbone, blanc et rouge à filets dorés. Les jantes sont dorées. La Gobert est noire, argent et rouge fluo. Sa coque de selle est frappée du numéro 501, portée par Gobert en course.
La Gobert était vendue 32 850 euros et la Santa Monica 36 980 euros. Elles disparaissent du catalogue fin 2006 après 50 et 75 exemplaires produits.

## Compétition
La SB8K participe au championnat du monde Superbike en 2000 pilotée par Anthony Gobert. L'usine stoppe son engagement après la sixième course. Les résultats ne sont pas probant, avec beaucoup d'abandons, et malgré une victoire dans la première course de la manche australienne.
| Kyalami | Kyalami | Phillip Island | Phillip Island | Sugo | Sugo | Donington | Donington | Monza | Monza | Hockenheim | Hockenheim | Misano | Misano | Valencia | Valencia | Laguna Seca | Laguna Seca | Brands Hatch | Brands Hatch | Assen | Assen | Oschersleben | Oschersleben | Brands Hatch | Brands Hatch |
| C1      | C2      | C1             | C2             | C1   | C2   | C1        | C2        | C1    | C2    | C1         | C2         | C1     | C2     | C1       | C2       | C1          | C2          | C1           | C2           | C1    | C2    | C1           | C2           | C1           | C2           |
| Ab.     | 11      | 1              | 9              | Ab.  | Ab.  |           |           | 22    | Ab.   | Ab.        | Ab.        |        |        |          |          |             |             |              |              |       |       |              |              |              |              |